# Gauliga Hessen 1934/35
De Gauliga Hessen 1934/35 was het tweede voetbalkampioenschap van de Gauliga Hessen. Hanau 93 werd kampioen en plaatste zich voor de eindronde om de Duitse landstitel, waar de club in de groepsfase uitgeschakeld werd.

## Eindstand
| Plaats | Club                       | Wed. | W  | G | V  | Saldo | Ptn.  |
| ------ | -------------------------- | ---- | -- | - | -- | ----- | ----- |
| 1.     | 1. Hanau FC 93             | 18   | 12 | 5 | 1  | 46:14 | 29:7  |
| 2.     | 1. SV Borussia 04 Fulda    | 18   | 12 | 2 | 4  | 44:17 | 26:10 |
| 3.     | SV 06 Kassel-Rothenditmold | 18   | 9  | 5 | 4  | 40:25 | 23:13 |
| 4.     | CSC 03 Kassel              | 18   | 8  | 4 | 6  | 41:25 | 20:16 |
| 5.     | SV Germania Fulda          | 18   | 7  | 4 | 7  | 27:37 | 18:18 |
| 6.     | VfB Friedberg              | 18   | 7  | 3 | 8  | 34:35 | 17:19 |
| 7.     | SV Kurhessen 93 Kassel     | 18   | 6  | 3 | 9  | 35:36 | 15:21 |
| 8.     | SG Hessen Hersfeld         | 18   | 7  | 0 | 11 | 36:41 | 14:22 |
| 9.     | SpVgg Langenselbold        | 18   | 4  | 4 | 10 | 34:65 | 12:24 |
| 10.    | 1. BC Sport Kassel         | 18   | 2  | 2 | 14 | 20:62 | 6:30  |

|  | Kampioen, geplaatst voor nationale eindronde |
|  | Degradatie naar Bezirksliga                  |

## Promotie-eindronde

### Groep A
| Plaats | Club                  | Wed. | Saldo | Ptn.  |
| ------ | --------------------- | ---- | ----- | ----- |
| 1.     | VfB Kurhessen Marburg | 6    | 23:10 | 10:02 |
| 2.     | BV Kassel 06          | 6    | 16:11 | 09:03 |
| 3.     | FC Großalmerode 1920  | 6    | 09:16 | 03:09 |
| 4.     | SV Neuhof             | 6    | 09:20 | 02:10 |

|  | Promotie naar Gauliga Hessen 1935/36 |

### Groep B
| Plaats | Club                    | Wed. | Saldo | Ptn.  |
| ------ | ----------------------- | ---- | ----- | ----- |
| 1.     | SV 06 Bad Nauheim       | 6    | 16:07 | 09:03 |
| 2.     | SV Klein-Steinheim      | 6    | 20:10 | 08:04 |
| 3.     | SV Wetzlar 05           | 6    | 07:16 | 04:08 |
| 4.     | Alemannia Niederbrechen | 6    | 09:19 | 03:09 |